# Megalognatha angolensis
Megalognatha angolensis es una especie de insecto coleóptero de la familia Chrysomelidae.
Fue descrita científicamente en 1939 por Laboissiere.